# Vik (Zweden)
Vik is een plaats in de gemeente Simrishamn in Skåne de zuidelijkste provincie van Zweden. Het heeft een inwoneraantal van 264 (2005) en een oppervlakte van 50 hectare. De plaats ligt negen km ten noorden van Simrishamn.
Het vissersplaatsje heeft een beschermd dorpsgezicht. In de plaats liggen ook 2 golfbanen die door Österlens GK worden beheerd: Lilla Vik en Djupadal.

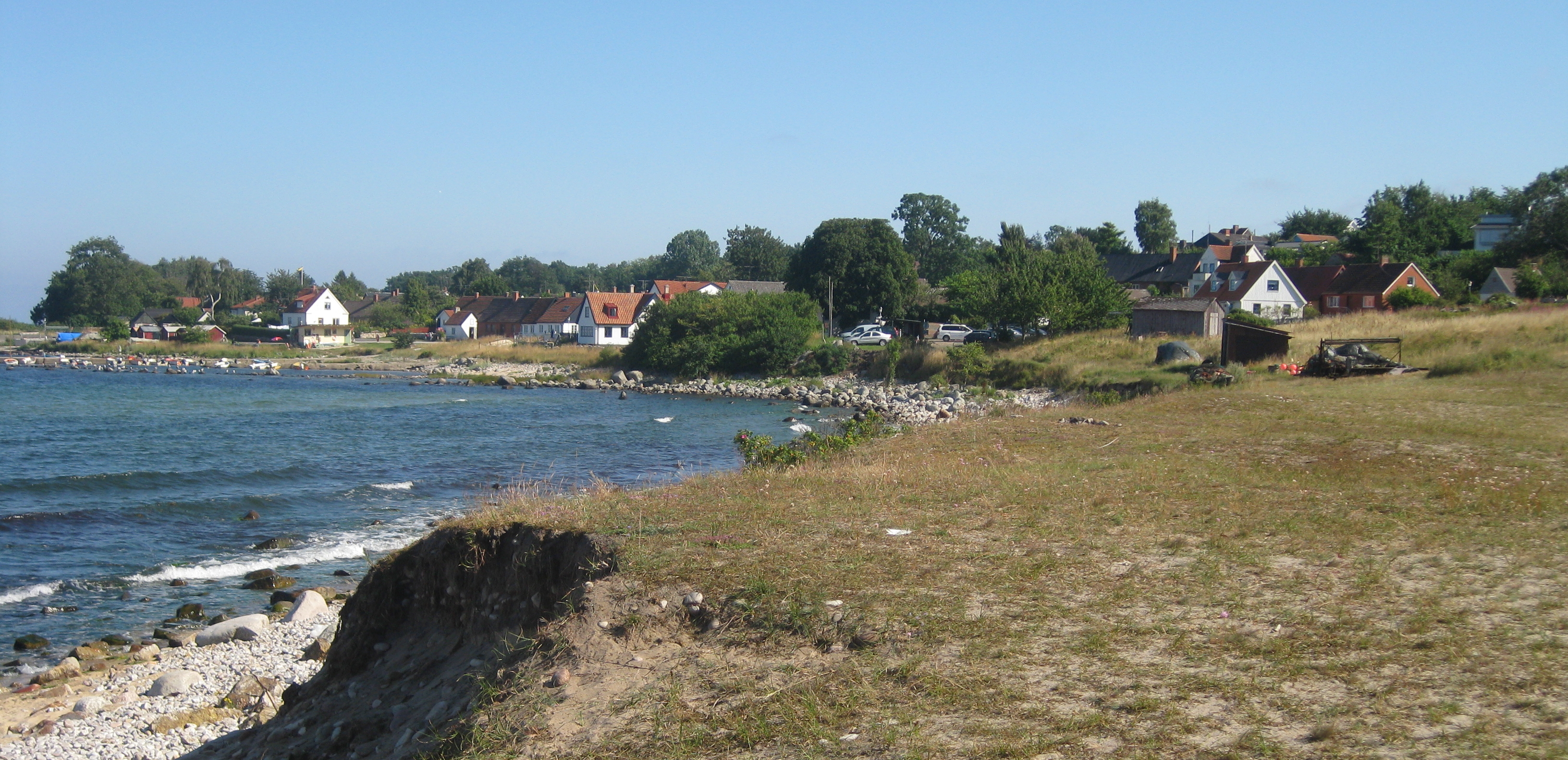
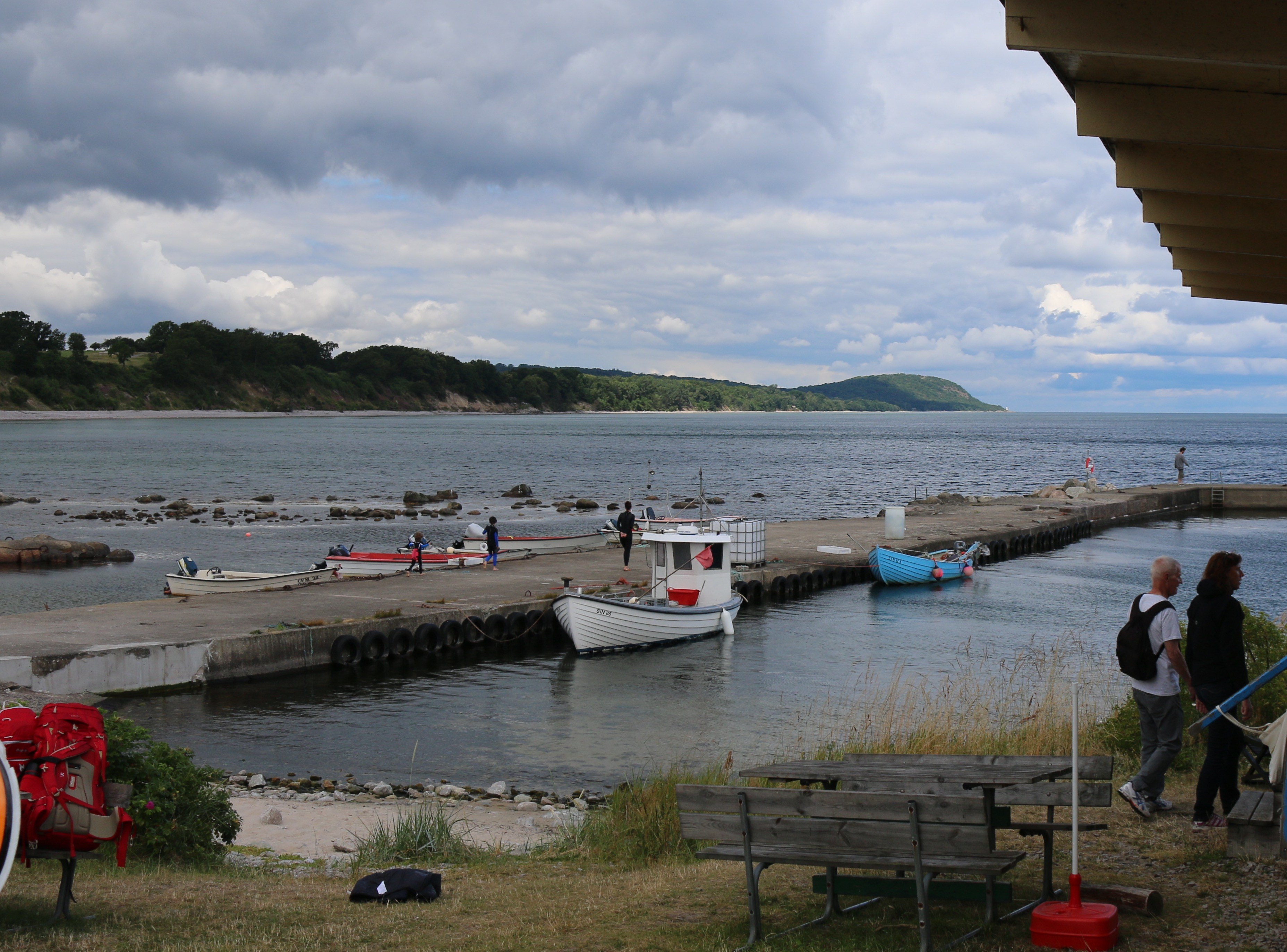
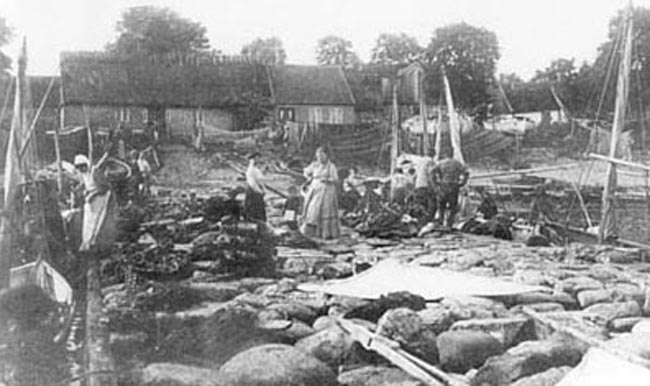
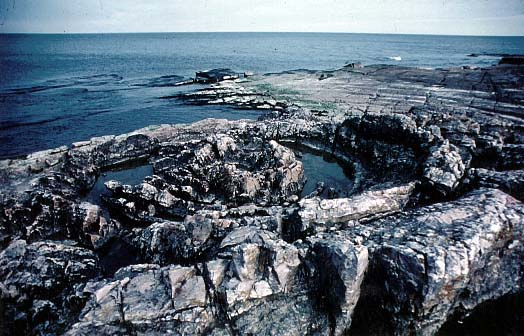